# Nesospiza questi
Nesospiza questi е вид птица от семейство Овесаркови (Emberizidae). Видът е световно застрашен, със статут Уязвим.

## Разпространение
Видът е разпространен в Света Елена, Възнесение, Тристан да Куня.